# Emilia Hart
Emilia Hart, née à Sydney, est une romancière britannico-australienne de fiction historique, dont les œuvres s'inspirent de thèmes féministes. Son premier roman, La Maison aux sortilèges, est un best-seller du New York Times et a reçu deux prix Goodreads Choice Awards.

## Biographie

### Jeunesse et formation
Emilia Hart naît à Syndey. Elle est scolarisée au Barker College (en), puis suit des études en droit et en littérature anglaise à l'université de Nouvelle-Galles du Sud. À l'issue de son cursus, Emilia Hart exerce comme juriste à Syndey et Londres,.
À l'âge de 26 ans, Emilia Hart subit un accident vasculaire cérébral,. Elle récupère, par la suite, grâce à la natation,.

### Carrière littéraire
Parmi ses sources d'inspiration, Emilia Hart cite plusieurs militantes et autrices féministes, ainsi que les romans La Petite Princesse de Frances Hodgson Burnett, Jane Eyre de Charlotte Brontë, et les œuvres de Daphné du Maurier.
Emilia Hart débute l'écriture de La Maison aux sortilèges (Weyward), son premier roman, en 2020. Elle réside alors dans le comté de Cumbria, qu'elle utilise comme décor pour son histoire s'inspirant du procès des sorcières de Pendle,. Emilia Hart dit avoir fait un parallèle entre ces violences sexistes et la hausse des violences conjugales et domestiques durant les confinements liés à la pandémie de Covid-19 : elle revendique sa volonté d'écrire le récit de survivantes de ces violences,.
La Maison aux sortilèges paraît début 2023 en anglais. Il est traduit en une vingtaine de langues, dont le français en septembre 2023,. Le roman suit trois femmes d'une femme famille, de trois générations différentes, qui luttent chacune à sa façon contre les violences sexistes et les normes sociales qu'on leur impose. Qualifié de féministe, La Maison aux sortilèges porte également un message sur la protection de l'environnement.
En mars 2023, La Maison aux sortilèges se classe huitième de la liste des best-sellers du New York Times. Fin 2023, Emilia Hart reçoit deux Goodreads Choice Awards pour ce livre, dans les catégories fiction historique et meilleur premier roman,. Il se classe parmi les vingt titres les plus vendus par Amazon en 2024 et fait partie des livres les plus lus, en fiction historique, par les utilisateurs de la plateforme Goodreads en 2024.
Son deuxième roman, Les Sirènes (The Sirens), paraît au premier trimestre de 2025,. Il est traduit en français en juin de la même année. Il suit également trois narratrices, dans une histoire de sororité à travers le temps et les océans,.

## Prix et distinctions

### Lauréate
- 2023 : Goodreads Choice Awards, catégorie roman historique, pour La Maison aux sortilèges[10].
- 2023 : Goodreads Choice Awards, catégorie premier roman, pour La Maison aux sortilèges[10].

### Nommée
- 2024 : Glass Bell Award pour La Maison aux sortilèges[17].

## Œuvres
- La Maison aux sortilèges, Les Escales, 2023 (Weyward, St. Martin's Press, 2023  (ISBN 9781250280800)), trad. Alice Delarbre, 446 p.  (ISBN 9782298184273)
- Les Sirènes, Les Escales, 2025 (The Sirens, The Borough Press, 2025  (ISBN 9780008499136)), trad. Alice Delarbre, 448 p.  (ISBN 9782365699181)